# Kontinentalplatta

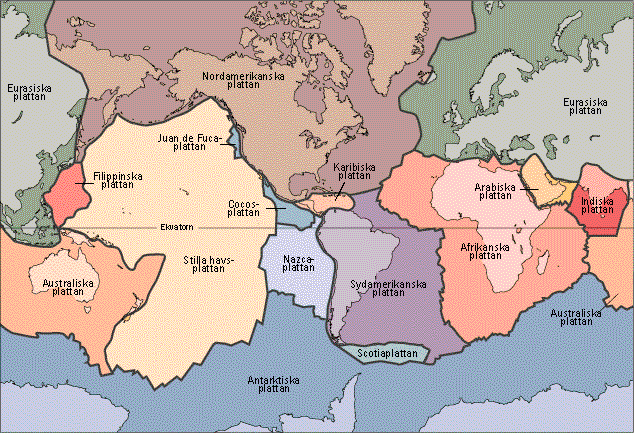
Världens kontinentalplattor kartlades på 1900-talet.

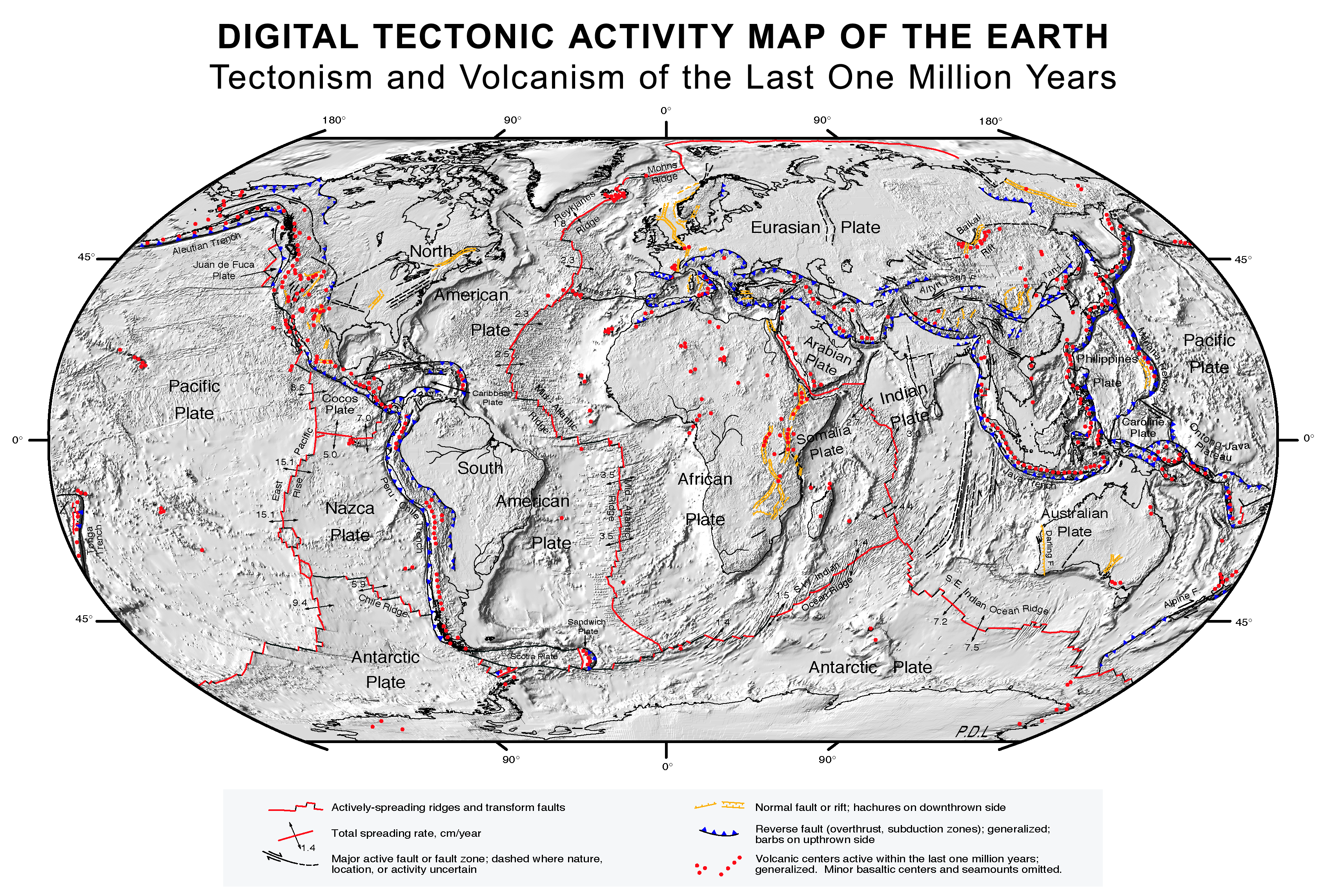
Karta över kontinentalplattorna av NASA.

En kontinentalplatta, litosfärplatta eller tektonisk platta, är ett avsnitt av jordskorpan och allra översta delen av manteln, vilka tillsammans kallas för litosfären. Plattorna är ungefär 100 km tjocka. och delas huvudsakligen upp i sima (jordskorpa under havet) och sial (jordskorpa under fastland). Kontinentalplattorna rör sig ständigt i förhållande till varandra i det som kallas plattektonik. I gränsen mellan plattor förekommer det seismisk aktivitet. I ett gränsområde där plattorna rör sig ifrån varandra bildas sprickor och sköldvulkaner, och i områden där plattorna rör sig emot varandra är det vanligare med kraftiga jordbävningar och det bildas stratovulkaner och bergskedjor.

## Indelning
Kontinentalplattorna delas ibland upp i tre ganska godtyckliga kategorier: stora-, mindre- och mikrokontinentalplattor.

### Stora kontinentalplattor
Dessa plattor utgör merparten av alla kontinenter och Stilla havet. Listan utgörs av litosfärplattor större än 10 miljoner km2.
- Stillahavsplattan – 103 300 000 km2
- Nordamerikanska kontinentalplattan – 75 900 000 km2
- Eurasiska kontinentalplattan –  67 800 000 km2
- Afrikanska kontinentalplattan – 61 300 000 km2
- Antarktiska kontinentalplattan – 60 900 000 km2
- Indoaustraliska kontinentalplattan – 58 000 000 km2
- Sydamerikanska kontinentalplattan – 43 600 000 km2
- Nazcaplattan – 15 600 000 km2;[1] 0,39669 steradianer[2]

### Mindre kontinentalplattor
Dessa mindre plattor visas mer sällan på kartor över kontinentalplattor eftersom merparten inte omfattar betydande landområden. I denna lista definieras de mindre kontinentalplattorna som plattor är mindre än 10 miljoner km2 men större än 1 miljon km2.
- Filippinska plattan – 5 500 000 km2
- Arabiska plattan – 5 000 000 km2
- Karibiska plattan – 3 300 000 km2
- Ochotska plattan – 0,07482 steradianer[2]
- Cocosplattan – 2 900 000 km2;[1] 0,07223 steradiander[2]
- Karolinerplattan – 1 700 000 km2
- Scotiaplattan – 1 600 000 km2
- Burmaplattan – 1 100 000 km2

### Mikrokontinentalplattor
Det finns en mängd mikrokontinentalplattor, det vill säga plattor som mäter mindre än 1 miljon km2. Dessa kontinentalplattor grupperas oftast med närliggande större plattor. Några exempel är:
- Adriatiska plattan
- Amurplattan
- Anatoliska plattan
- Egeiska plattan
- Juan de Fuca-plattan
- Okinawaplattan
- Sundaplattan
- Yangtzeplattan